# Carreño
Carreño ist eine Gemeinde in der autonomen Region Asturien im Norden Spaniens.

## Geographie
Die Gemeinde mit 10.256 Einwohnern (Stand: 2024) ist mit einer Grundfläche von rund 67 km² eine der kleineren. Der Verwaltungssitz des Gemeinderates ist Candás.

## Geschichte
Wie beinahe überall in Asturien bestätigen Funde aus der Jungsteinzeit die frühe Besiedelung der Region.
Mehrere Hügelgräber, Dolmen und Wallburgen sind noch heute zu sehen.

### Wappen
Es wird seit 1866 benutzt.

## Politik
Die 17 Sitze des Gemeinderates werden alle vier Jahre gewählt und sind wie folgt unterteilt:
| Partei                                              | 1979 | 1983 | 1987 | 1991 | 1995 | 1999 | 2003 | 2007 | 2015 | 2011 |
| --------------------------------------------------- | ---- | ---- | ---- | ---- | ---- | ---- | ---- | ---- | ---- | ---- |
| PSOE                                                | 4    | 3    | 3    | 3    | 4    | 7    | 5    | 6    | 6    | 6    |
| CD / AP / PP                                        | 1    | 4    | 2    | 3    | 5    | 4    | 3    | 4    | 4    | 4    |
| FAC                                                 |      |      |      |      |      |      |      |      | 2    |      |
| PCE / IU / IU-BA / IU-BA-Los Verdes / IU-Los Verdes | 5    | 10   | 9    | 10   | 7    | 3    | 3    | 2    | 1    |      |
| BA                                                  |      |      |      |      |      |      | 1    |      |      |      |
| UICA                                                |      |      |      |      |      |      | 4    | 3    | 1    |      |
| CA-UN                                               |      |      |      |      |      |      |      |      | 1    |      |
| PCPE                                                |      |      |      |      |      |      |      |      | 1    |      |
| URAS                                                |      |      |      |      |      | 3    | 1    | 1    |      |      |
| Somos Carreño                                       |      |      |      |      |      |      |      |      |      | 4    |
| UCD / CDS                                           | 5    |      | 3    | 1    |      |      |      |      |      |      |
| CAS                                                 |      |      |      |      | 1    |      |      |      |      |      |
| AA / Andecha Car                                    |      |      |      |      |      |      | 1    | 1    |      |      |
| Independientes                                      | 2    |      |      |      |      |      |      |      |      |      |
| Total                                               | 17   | 17   | 17   | 17   | 17   | 17   | 17   | 17   | 17   | 17   |

## Wirtschaft
| TOTAL | 6.554 | 100   |
| Ackerbau, Viehzucht und Fischerei                                                                              | 199   | 3,04  |
| Industrie | 2.745 | 41,88 |
| Bauwirtschaft                                                                                                  | 956   | 14,59 |
| Dienstleistungsbetriebe                                                                                        | 2.654 | 40,49 |
| * Daten aus dem Statistischen Amt für Wirtschaftliche Entwicklung in Asturien, Stand 2009 (PDF; 109 kB), SADEI |       |       |

## Parroquias
Das Concejo Carreño ist in zwölf Parroquias unterteilt:

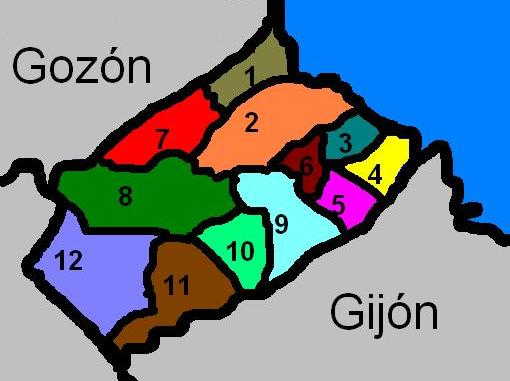
Karte der Parroquias

(Die Nummer vor dem Namen verweist nach der Lage auf der Übersichtskarte)

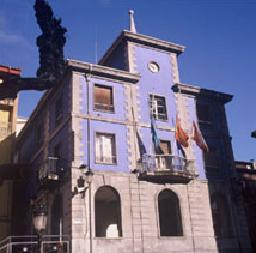
Verwaltung von Carreño

1. Candás
2. Perlora
3. Albandi
4. Carrió
5. Pervera
6. Prendes
7. Piedeloro
8. Logrezana
9. Guimarán
10. El Valle
11. Ambás
12. Tamón

## Klima
Das Klima ist entsprechend dem Küstenbereich am Golf von Biskaya maritim und feucht mit angenehm milden Sommern und ebenfalls milden, selten strengen Wintern.
Durch die Picos de Europa im Hinterland ist im Frühling und im Herbst mit Nebeln zu rechnen.

## Bevölkerungsentwicklung
|                                                  |
| Quelle: INE Grafische Aufarbeitung für Wikipedia |

## Naturerlebnisse
Die „wildromantische“ Küste mit ihrer Mischung aus Steilküste und Buchten mit Sandstrand prägen wie überall in Asturien den Küstenabschnitt. Das bergige Hinterland lädt ein zum Wandern in herrlicher Natur.

## Söhne und Töchter der Stadt
- Antón de Marirreguera erster Autor des Asturischen Codex im 17. Jahrhundert
- Enrique Rodríguez – Bronzemedaillengewinner der Olympischen Spiele 1972

## Sehenswürdigkeiten
Zahlreiche jahrhundertealte Adelshäuser und „Fischerhütten“ sowie eine heimelige Altstadt prägen den Ort. Die Kirchen sind teilweise im romanischen und gotischen Baustil mit „volkstümlichen“ Malereien ausgestattet.